# Cotulla
Cotulla – miasto w Stanach Zjednoczonych, w stanie Teksas, w hrabstwie La Salle. W 2000 roku liczyło 3 614 mieszkańców.
Miejscowość założył w 1882 Józef Kotula (Joseph Cotulla, 1844-1923), imigrant ze Strzelec Opolskich.